# سارة بوون
سارة بوون (بالإنجليزية: Sarah Boone)‏ هي مخترِعة أمريكية، ولدت في 7 مارس 1878 في مقاطعة كرافين في الولايات المتحدة، وتوفيت في 1904 في نيو هيفن في الولايات المتحدة.